# US Airways

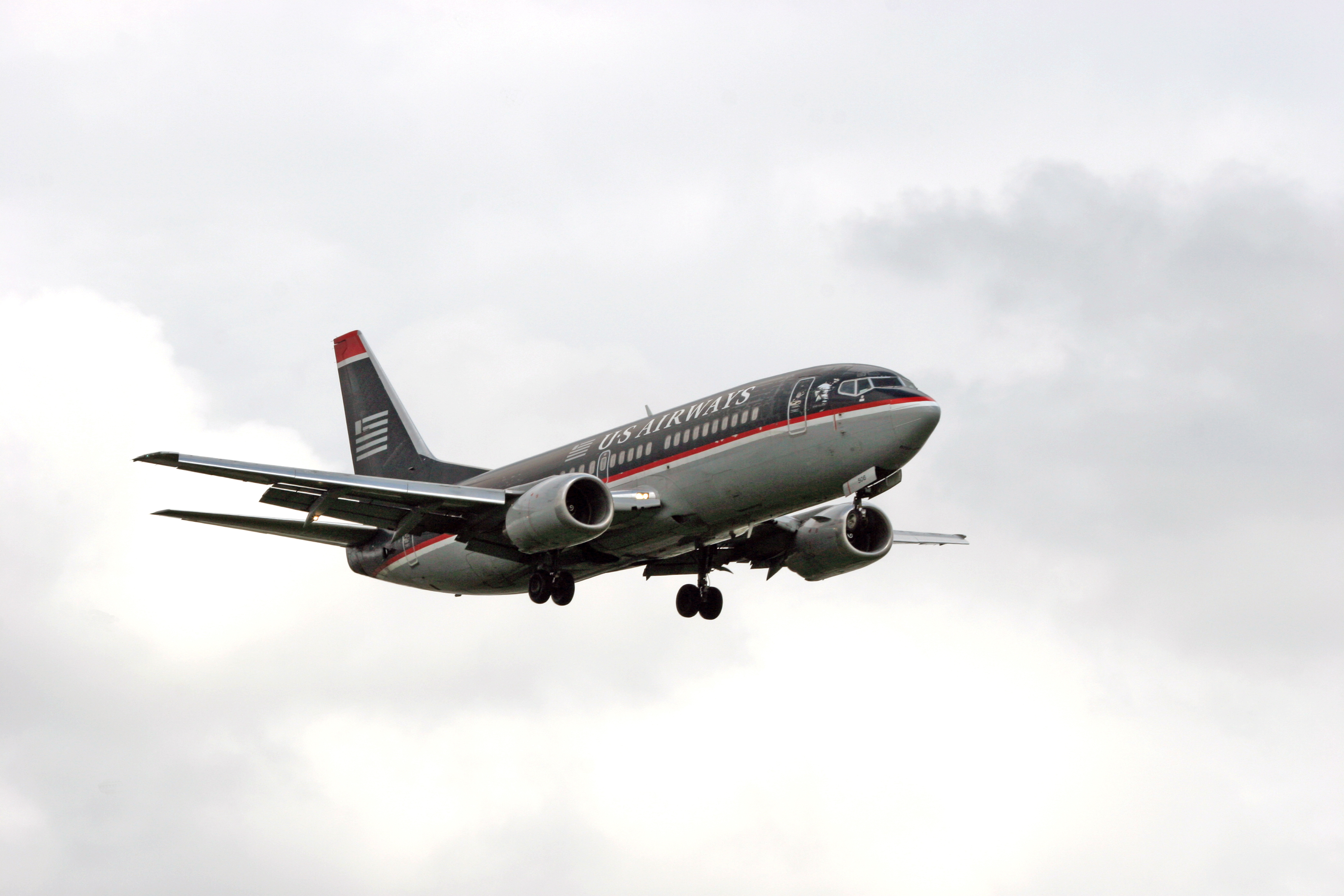
Boeing 737-300 al US Airways

US Airways (fostă USAir) a fost o companie aeriană americană. Compania, care s-a numărat printre cele mai mari din lume, a fost preluată în 2005 de America West. În anul 2015, US Airways a fuzionat cu American Airlines, formând astfel cea mai mare companie aeriană din lume.